# چوی چیس (حوزه سرشماری)، مریلند
چوی چیس (به انگلیسی: Chevy Chase) یک منطقهٔ مسکونی در ایالات متحده آمریکا است که در شهرستان مونتگومری، مریلند واقع شده‌است. چوی چیس ۶٫۳ کیلومتر مربع مساحت و ۹٬۳۸۱ نفر جمعیت دارد و ۱۱۰ متر بالاتر از سطح دریا واقع شده‌است.